# Углеродовський
Углеродовський, Углєрод — селище міського типу, адміністративний центр Углеродовського міського поселення Красносулинського району Ростовської області Росії.
Населення — 2 510 жителів (2010 рік).

## Географія
Розташований за 10 км на північний схід від міста Гуково.

## Історія
Перші гірничі виробітки на території Красносулинського району Ростовської області проводилися за російського царя Миколи II. Сліди цих розробок розташовані у лісопосадці біля залізничної станції Лиха. Шахт у окрузі було декілька: №№ 1, 2, 9, 17, 22. 
Шахти будувалися під керівництвом інженера Усімнова. У селищі на той час були побудовані 2 шахти. Шахта №1 у східній частині селища, господар – промисловець Покачалов, потім побудували шахту №2 у центрі селища. Вугілля гужовим транспортом доставляли на залізницю. Для освітлення шахти використовували лампи – шахтарки, заправлені мазутом, на них був напис: «Бог у поміч». З початком Першої світової війни припинили видобуток вугілля, а шахти закинули. 
На 1926 рік почалися роботи з відновлення шахти №2, оскільки вона мала великі запаси вугілля. У 1927 році шахта почала видобуток вугілля, а також утворене робітниче селище Углерод (Вуглець) біля шахти. Шахту пізніше також перейменували в шахту «Углерод». До кінця 1927 року видобуток сягав до 40 тонн вугілля на добу. Почалося будівництво залізничної станції Замчалово.
У 1930 році в селищі побудували лазню, магазини, їдальню, клуб з пересувкою, нові житлові бараки, відкрили школу.
В 1931 році було побудовано будівлю комбінату, здоровпункт й бібліотеку. У 1932 році побудовано приміщення семирічної школи. В 1935 році були побудовані будівлі пожежної та рятувальної частин.
Перед німецькою окупацією, у 1942 році Красною армією була підірвана шахта «Углерод». У 1946 шахту відновили. Працювали тоді у важких умовах по 8 -12 годин на добу старики, жінки й діти з 14 років. Діти катали вагонетки, навантажені вугіллям й породою. 
Після війни почалося будівництво приватного житлового сектору. У 1949 році в центрі селища було побудовано 2-поверховий будинок, перший поверх будинку віддали під аптеку та книжковий магазин.
Біля селища побудували Замчаловське кар'єроуправління (1954) й Комбінат нерудних копалин (1956). Забудовувались вулиці Миру, Ювілейна й Шахтарська.
У 1954 році збудована 2-поверхова будівля середньої школи. У 1963 році було побудовано клуб «Гірник». Споруджено Гундоровський водовод У 1964 році було зведено Будинку побуту, де працювали перукарня, ательє з пошиття одягу, майстерня по ремонту взуття й ремонту апаратури.
З відкриттям шахти «Сєвєрна» значно збільшилася чисельність мешканців селища: їхали люди за вербуванням, за напрямом МПТУ й інших навчальних закладів. З'явилися нові вулиці: Радянська, Базарна й Московська.
Під час адміністративної реформи 1990-х років селище стало центром Углеродовського міського поселення. 
Тепер у селищі працюють 7 магазинів, хлібозавод, госпіс, перукарня, бібліотека. АТС, ДК «Гірник» та інше.

## Господарство
Видобуток кам'яного вугілля й нерудних матеріалів (щебінь).

## Пам'ятки
- Пам'ятник шахтарям-засновникам селища Углеродовський. Пам'ятник встановлено на невисокому білому майданчику й має вигляд величезного куща кам'яного вугілля, до якого прикріплено відбійний молоток.
- Пам'ятник Володимиру Леніну
- Пам'ятник-обеліск загиблим за визволення села воїнам. Обеліск увінчано червоною зіркою. На обеліску закріплені три таблички з іменами загиблих воїнів.
- Донські водоспади.